# Werauhia gladioliflora
Werauhia gladioliflora là một loài thuộc chi Werauhia. Đây là loài bản địa của Bolivia, Costa Rica, México, Venezuela và Ecuador.